# Списак улица у Сремчици
Улице у Сремчици су углавном биле груписане по именима староседелачких породица које су у њима живеле: Лукићева, Сарићева, Мирковићева, Јеличићева и Јеличићев венац, Тодоровићева, са деловима.
Године 2005. многим улицама у Сремчици су промењени називи. Већина улица данас носи име по српским селима са Косова (види нпр. Дрсник). Тако данас имамо много улица са именима као: Лепосавићка, Гораждевачка, Ариљачка, итд.
У наставку чланка, дат је списак улица, са претходним називима у заградама, ради лакшег сналажења.
|  |  |  |  |  |  |  |  |  |  |  |  |  |  |  |  |  |  |  |  |  |  |  |  |  |  |  |  |  |  |

## А
- Абаџијска (4. Нова, 2005-2006. Панатинска, од 2006. Абаџијска)
- Аце Тричковића (Читачка 1. део, 2005-2006. Дубровачка, од 2006. Аце Тричковића)

## Б
- Бајчинска (Београдска 4. део 10. прилаз, од 2005. Бајчинска)
- Белих вила (6. Нова, 2005-2006. Пасјанска, од 2006. Белих вила)
- Белових јаруга (Јеличићев венац 2. део 1. прилаз, 2005-2006. Драгашка, од 2006. Белових јаруга)
- Белог брега (Горичка 3. део, 2005-2006. Љевошка, од 2006. Белог брега)
- Белог крина (Вашарска 2. део, 2005-2006. Виланичка, од 2006. Белог крина)
- Београдска
- Београдска 4. део 10а прилаз
- Београдска 9. део
- Благоја Казанџије (Гњионска 3. део, 2005-2006. Житковачка, од 2006. Благоја Казанџије)
- Благоја Симића Фузије (Горичка 2. део, 2005-2006. Лукарска, од 2006. Благоја Симића Фузије)
- Бобовачка (Београдска 6. део 5. прилаз, од 2005. Бобовачка)
- Брацина (Београдска 24. део, од 2006. Брацина)
- Брусничка (Београдска 13. део, од 2005. Брусничка)

## В
- Василије Вукотић (Београдска 6. део – 7 прилаз ц, од 2006. Василије Вукотић)
- Васиљевачка (Слатинска 2. део, 2005-2006. Готовушка, од 2006. Васиљевачка)
- Вашарска
- Вештих плетиља (Горичка 1. део, 2005-2006. Локвичка, од 2006. Вештих плетиља)
- Виланичка (Београдска 23. део, од 2006. Виланичка)
- Виноградарска (Београдска 11. део, 2005-2006. Бресјачка, од 2006. Виноградарска)
- Вредних ткаља (9. Нова, 2005-2006. Племетинска, од 2006. Вредних ткаља)

## Г
- Гњионска
- Горичка
- Горског цара (Београдска 4. део, 2005-2006. Беласичка, од 2006. Горског цара)
- Граничка (Обреновачка 4. прилаз, 2005-2006. Котлинска, од 2006. Граничка)

## Д
- Давидовићев сокак (Београдска 4. део 6. прилаз, 2005-2006. Бардосанска, од 2006. Давидовићев сокак)
- Дворжакова (10. Нова, од 2005. Дворжакова)
- Деловачка (Ханска 2. део, од 2005. Деловачка)
- Доктора Бранка и Јелене (Ханска 1. део, 2005-2006. Грнчарска, од 2006. Доктора Бранка и Јелене)
- Дољанска
- Драгише Кашиковића (5. Нова, 2005-2006. Парловска, од 2006. Драгише Кашиковића)
- Драгомира Глишића (Београдска 7. део, 2005-2006. Бољетинска, од 2006. Драгомира Глишића)
- Радоја Марковића (Читачка 2. део, 2005-2006. Дујачка, од 2006. Радоја Марковића)

## Ж
- Железнички пут (Горичка 9. део, 2005-2006. Мировачка, од 2006. Железнички пут)
- Живана Живановића (Читачка 6. део, 2005--2006. Жегарска, од 2006. Живана Живановића)
- Живана Тодоровића (Читачка 5. део, 2005-2006. Ждрелска, од 2006. Живана Тодоровића)
- Живанићева
- Живка Тодоровића (Јеличићева 2. део, 2005-2006. Дробњачка, од 2006. Живка Тодоровића)
- Живана Танића (Требешка 2. део, 2005-2006. Грмовска, од 2006. Живана Танића)
- Живојина Недељковића (Сарићева 2. део, 2005-2006. Клечка, од 2006. Живојина Недељковића)
- Жила Верна (12. Нова)
- Жуте дуње (Горичка 5. део 1. прилаз, 2005-2006. Мажићка, од 2006. Жуте дуње)

## З
- Злате хармоникаша (Барска 1. део, 2005-2006. Благајска, од 2006. Злате хармоникаша)
- Златних везиља (Горичка 4. део, 2005-2006. Љубижданска, од 2006. Златних везиља)
- Златних руковети (Обреновачка 7. део, 2005-2006. Крстачка, од 2006. Златних руковети)

## И
- Ибарски пут
- Илије Васића (Гњионска 1. део, 2005-2006. Ждрелничка, од 2006. Илије Васића)
- Илије Вукићевића (Обреновачка 11. део, 2005-2006. Лапљеселска, од 2006. Илије Вукићевића)
- Исаије Србина (Горичка 7. део, 2005-2006. Мамушка, од 2006. Исаије Србина)

## Ј
- Јаворова (Дољанска 1. део, 2005-2006. Врановачка, од 2006. Јаворова)
- Јеврема Нешића (Београдска 6. део, 2005-2006. Бивољачка, од 2006. Јеврема Нешића)
- Јелене Дечанске (Јеличићева 1. део, 2005-2006. Дреноглавска, од 2006. Јелене Дечанске)
- Јеличићев венац
- Јеличићева
- Јеличићева 4. део
- Јована Метеорите (Обреновачка 8. део, 2005-2006. Кузминска, од 2006. Јована Метеорите)
- Јованче Мицића (Браинска, од 2006. Јованче Мицића)

## К
- Капетана Дерока (Београдска 5. део, 2005-2006. Белопољска, од 2006. Капетана Дерока)
- Карађорђевића (Ханска 3. део, 2005-2006. Добравска, од 2006. Карађорђевића)
- Карановачка (Београдска 17. део, 2005-2006. Забрђска, од 2006. Карановачка)
- Кириџијска (Дољанска 5. део 2. прилаз, 2005-2006. Главотинска, од 2006. Кириџијска)
- Кир Јањина (Београдска 19. део, 2005-2006. Избичка, од 2006. Кир Јањина)
- Кнеза Михајла Вишевића (Обреновачка 12. део, 2005-2006. Лаушка, од 2006. Кнеза Михајла Вишевића)
- Кнеза Селимира (Београдска 21. део, 2005-2006. Помазатинска, од 2006. Кнеза Селимира)
- Колибинска (Београдска 14. део, 2005-2006. Будисавска, од 2006. Колибинска)
- Комитска (Београдска 12. део, 2005-2006. Брутска, од 2006. Комитска)
- Косметска (Јеличићев венац 1. део, 2005-2006. Долачка, од 2006. Косметска)
- Кречанска (Кречарска, од 2005. Кречанска)
- Кривих њива (Београдска 25. део, од 2006. Кривих њива)
- Кујунџијска (Мирковићева 5. део, 2005-2006. Владовска, од 2006. Кујунџијска)

## Л
- Лепинска (Обреновачка 10. део 1. прилаз, од 2005. Лепинска)
- Лепосавићка (Обреновачка 10. део, од 2005. Лепосавићка)
- Летничка (Шумске економије 1. део, од 2005. Летничка)
- Лештарска (Шумске економије 3. део, од 2005. Лештарска)
- Липарска (Горичка 6. део, 2005-2006. Магазитска, од 2006. Липарска)
- Липовачка
- Лозичка (Обреновачка 14. део, од 2005. Лозичка)
- Лонгинова (Дољанска 4. део, 2005-2006. Косовска врбничка, од 2006. Лонгинова)
- Лукићева

## Љ
- Љубице Кујунџић (Обреновачка 6. део, 2005-2006. Криљевска, од 2006. Љубице Кујунџић)
- Љубице Марић (Ханска 7. део, 2005-2006. Дворанска, од 2006. Љубице Марић)

## М
- Макарија Соколовића (8. Нова, 2005-2006. Плављанска, од 2006. Макарија Соколовића)
- Мијатових њива (Обреновачка 4. део, 2005-2006. Коришка, од 2006. Мијатових њива)
- Мирковићева
- Милићево сокаче (Београдска 6. део 1. прилаз, 2005-2006. Билушка, од 2006. Милићево сокаче)
- Милке и Тоше руса (Требешка 1. део, 2005-2006. Гребеничка, од 2006. Милке и Тоше руса)
- Милоја Милојевића (7. Нова, 2005-2006. Паштричка, од 2006. Милоја Милојевића)
- Миломира Петровића (Ханска 4. део, 2005-2006. Добрчанска, од 2006. Миломира Петровића)
- Милорада Јосиповића-Шоте (Сарићева 1. део, 2005-2006. Каличанска, од 2006. Милорада Јосиповића-Шоте)
- Милуна Петковића (Београдска 3. део, 2005-2006. Бесињска, од 2006. Милуна Петковића)
- Милутинова (Стублинска 4. део, 2005-2006. Косовско-вранићка, од 2006. Милутинова)
- Михаила Ковачевића (14. Нова, 2005-2006. Плужинска, од 2006. Михаила Ковачевића)

## Н
- Немањића (Томашка 1. део, 2005-2006. Грабовачка, од 2006. Немањића)
- Неретљанска (Београдска 22. део, 2005-2006. Понорачка, од 2006. Неретљанска)
- Николићев прилаз (Београдска 6. део 2. прилаз, 2005-2006. Биначка, од 2006. Николићев прилаз)

## О
- Обреновачка
- Обреновића (Обреновачка 1. део, 2005-2006. Клинска, од 2006. Обреновића)
- Орланска (Ханска 7. део/ Ханска 1. прилаз?, 2005-2006. Гуштеричка, од 2006. Орланска)

## П
- Павловог луга (Београдска 9. део 3. прилаз, 2005-2006. Бресничка, од 2006. Павловог луга)
- Палешка (Београдска 18. део, 2005-2006. Злопечка, од 2006. Палешка)
- Петра Јокића (Обреновачка 13. део, 2005-2006. Леочинска, од 2006. Петра Јокића)
- Петра Марковића (Шумске економије 2. део, 2005-2006. Лешничка, од 2006. Петра Марковића)
- Петра Николића (Јеличићев венац 2. део, 2005-2006. Драганачка, од 2006. Петра Николића)
- Петра Никшића (Лукићева 1. део, 2005-2006. Јуничка, од 2006. Петра Никшића)
- Пивљанска (Мирковићева 2. део, 2005-2006. Видењска, од 2006. Пивљанска)
- Плешинска (11. Нова, од 2005. Плешинска)
- Породице Божић (Обреновачка 2. прилаз, 2005-2006. Копривничка, од 2006. Породице Божић)
- Породице Васић (Београдска 4. део 11. прилаз, 2005-2006. Бајгорска, од 2006. Породице Васић)
- Породице Гајић (Горичка 1. део 1. прилаз, 2005-2006. Лоћанска, од 2006. Породице Гајић)
- Породице Дамњановић (Школска 1. прилаз, 2005-2006. Млечанска, од 2006. Породице Дамњановић)
- Породице Димић (Мирковићева 3. део, 2005-2006. Витинска, од 2006. Породице Димић)
- Породице Ђорђевић (2. Нова 4. прилаз, 2005-2006. Осојанска, од 2006. Породице Ђорђевић)
- Породице Живановић (Томашка 2. део, 2005-2006. Граничарска, од 2006. Породице Живановић)
- Породице Живковић (Обреновачка 1. део 1. прилаз, 2005-2006. Клокотска, од 2006. Породице Живковић)
- Породиће Зарић (Београдска 4. део 14. прилаз, 2005-2006. Ариљачка, од 2006. Породице Зарић)
- Породице Заставниковић (Београдска 5. део 2. прилаз, 2005-2006. Берковачка, од 2006. Породице Заставниковић)
- Породице Илић (Дољанска 5. део 1. прилаз, 2005-2006. Главничка, од 2006. Породице Илић)
- Породице Јовановић (Београдска 4. део 13. прилаз, 2005-2006. Бабљачка, од 2006. Породице Јовановић)
- Породице Јосиповић (Београдска 4. део 1. прилаз, 2005-2006. Белостенска, од 2006. Породице Јосиповић)
- Породице Маринковић (Мирковићева 4. део, 2005-2006. Витомиричка, од 2006. Породице Маринковић)
- Породице Марковић (Јеличићева 3. део, 2005-2006. Дрсничка, од 2006. Породице Марковић)
- Породице Миловановић (Читачка 4. део, 2005-2006. Жабељска, од 2006. Породице Миловановић)
- Породице Милосављевић (Обреновачка 3. део, 2005-2006. Коретинска, од 2006. Породице Милосављевић)
- Породице Милошевић (2. Нова 2. прилаз, 2005-2006. Огоштанска, од 2006. Породице Милошевић)
- Породице Миљковић (Београдска 6. део 6. прилаз, 2005-2006. Богошевачка, од 2006. Породице Миљковић)
- Породице Митић (Ханска 5. део, 2005-2006. Добротинска, од 2006. Породице Митић)
- Породице Митровић (Обреновачка 3. прилаз, 2005-2006. Косорићка, од 2006. Породице Митровић)
- Породице Михаиловић (Лукићева 2. део, 2005-2006. Косовска јошаничка, од 2006. Породице Михаиловић)
- Породице Недељковић (Београдска 6. део 3. прилаз, 2005-2006. Бистражинска, од 2006. Породице Недељковић)
- Породице Нешић (Београдска 4. део 16. прилаз, 2005-2006. Ајновачка, од 2006. Породице Нешић)
- Породице Никшић (Београдска 4. део 9. прилаз, 2005-2006. Баловачка, од 2006. Породице Никшић)
- Породице Пајић (Београдска 1. део, нова улица паралелна са истоименом улицом Београдска 1. део, од 2006. Породице Пајић)
- Породице Пантелић (Школска 2. део 1. прилаз, 2005-2006. Мочарска, од 2006. Породице Пантелић)
- Породице Петровић (Београдска 4. део 12. прилаз, 2005-2006. Бадовачка, од 2006. Породице Петровић)
- Породице Праизовић (Београдска 4. део 2. прилаз, 2005-2006. Белајска, од 2006. Породице Праизовић)
- Породице Радојчић (Обреновачка 1. прилаз, 2005-2006. Клопотничка, од 2006. Породице Радојчић)
- Породице Радосављевић (Мирковићева 1. део, 2005-2006. Великохочка, од 2006. Породице Радосављевић)
- Породице Ракић (Гњионска 1. прилаз, 2005-2006. Жеровничка, од 2006. Породице Ракић)
- Породице Ранковић (Београдска 6. део 4. прилаз, 2005-2006. Бобска, од 2006. Породице Ранковић)
- Породице Ристић (Београдска 4. део 4. прилаз, 2005-2006. Батлавска, од 2006. Породице Ристић)
- Породице Симоновић (Београдска 5. део 1. прилаз, 2005-2006. Белућка, од 2006. Породице Симоновић)
- Породице Станковић (Дољанска 2. део, 2005-2006. Врачевска, од 2006. Породице Станковић)
- Породице Старчевић (Гњионска 2. део, 2005-2006. Житињска, од 2006. Породице Старчевић)
- Породице Стекић (Београдска 4. део 8. прилаз, 2005-2006. Бановдолска, од 2006. Породице Стекић)
- Породице Стојановић (Дољанска 3. део, 2005-2006. Врбештичка, од 2006. Породице Стојановић)
- Породице Стојић (2. Нова 1. прилаз, 2005-2006. Косовска неродимска, од 2006. Породице Стојић)
- Породице Танасијевић (Београдска 4. део 3. прилаз, 2005-2006. Батуска, од 2006. Породице Танасијевић)
- Породице Танић (Београдска 9. део 1. прилаз, 2005-2006. Брвеничка, од 2006. Породице Танић)
- Породице Тричковић (Београдска 4. део 5. прилаз, 2005-2006. Бариљевска, од 2006. Породице Тричковић)
- Поткивачка (Вашарска 1. део, 2005-2006. Велетинска, од 2006. Поткивачка)
- Прве бразде (Београдска 8. део, 2005-2006. Брадашка, од 2006. Прве бразде)

## Р
- Равногорска (Београдска 10. део, 2005-2006. Брњачка, од 2006. Равногорска)
- Ранка Маринковића (Дољанска 5. део, 2005-2006. Газиводска, од 2006. Ранка Маринковића)
- Рипањска (Београдска 15. део 1. прилаз, 2005-2006. Ваганешка, од 2006. Рипањска)
- Русалкина (Београдска 6. део 7. прилаз, 2005-2006. Божовачка, од 2006. Русалкина)

## С
- Саре Бернар (14. Нова 1. прилаз)
- Сарићева
- Сеоских задруга (Ханска 6. део, 2005-2006. Добрушка, од 2006. Сеоских задруга)
- Силуанова (Лукићева 3. део, 2005-2006. Јарињска, од 2006. Силуанова)
- Симићев путељак (Београдска 4. део 15. прилаз, 2005-2006. Андровачка, од 2006. Симићев путељак)
- Синише Немањића (Лукићева 4. део, 2005-2006. Јањевска, од 2006. Синише Немањића)
- Славише Стевановића (Београдска 20. део, 2005-2006. Истинићка, од 2006. Славише Стевановића)
- Славонских стаза (Горичка 8. део, 2005-2006. Матичанска, од 2006. Славонских стаза)
- Слатинска
- Софије Јовановић (3. Нова, 2005-2006. Ошљанска, од 2006. Софије Јовановић)
- Старе карауле (Барска 2. део, од 2006. Старе карауле)
- Старе Ранке (Стублинска 3. део, 2005-2006. Враговачка, од 2006. Старе Ранке)
- Старих воденичара (Читачка 3. део, 2005-2006. Ђураковачка, од 2006. Старих воденичара)
- Старих орача (Београдска 11. део 1. прилаз, 2005-2006. Бродска, од 2006. Старих орача)
- Старовлашка (Београдска 2. део, 2005-2006. Беличка, од 2006. Старовлашка)
- Старог капетана (2. Нова, 2005-2006. Непољска, од 2006. Старог Капетана)
- Стефана Бранковића (Обреновачка 9. део, 2005-2006. Лабљанска, од 2006. Стефана Бранковића)
- Стефана Штиљановића (Београдска 4. део 7. прилаз, 2005-2006. Браинска, од 2006. Стефана Штиљановића)
- Стојана Симића (Горичка 5. део, 2005-2006. Љутоглавска, од 2006. Стојана Симића)
- Стублинска
- Студених врела (Дољанска 6. део, 2005-2006. Глоговачка, од 2006. Студених врела)

## Т
- Таковског грофа (Обреновачка 2. део, 2005-2006. Коморанска, од 2006. Таковског грофа)
- Тесарска (Београдска 15. део, 2005-2006. Бусињска, од 2006. Тесарска)
- Тисова (Горичка 1. прилаз, 2005-2006. Лужанска, од 2006. Тисова)
- Тодоровићева
- Томаса Едисона (13. Нова)
- Томашка
- Торбановачка (1. Нова, 2005-2006. Мушниковска, од 2006. Торбановачка)
- Трајкова
- Требешка

## Ћ
- Ћуртина (Стублинска 2. део, 2005-2006. Волујачка, од 2006. Ћуртина)

## У
- Узелчева
- Учитеља Живка (Школска 2. део, 2005-2006. Мојстирска, од 2006. Учитеља Живка)
- Учитеља Чеде (Школска 1. део, 2005-2006. Мирушка, од 2006. Учитеља Чеде)
- Учитељице Дамјанке Глишић (Београдска 1. део, 2005-2006. Белобродска, од 2006. Учитељице Дамјанке Глишић)

## Х
- Хајдучка (Дољанска 7. део, 2005-2006. Гораждевачка, од 2006. Хајдучка)
- Ханска
- Хитрих косача (Београдска 16. део, 2005-2006. Валачка, од 2006. Хитрих косача)

## Ц
- Ције Миљковића (Школска 3. део, 2005-2006. Мраморачка, од 2006. Ције Миљковића)
- Црвене стране (Слатинска 1. део, 2005-2006. Горњобитинска, од 2006. Црвене стране)
- Царице Маре (Београдска 6. део - 7. прилаз б, од 2006. Царице Маре)

## Ч
- Чедомира Поповића (Обреновачка 5. део, 2005-2006. Кошутовачка, од 2006. Чедомира Поповића)
- Читачка
- Чокешинска (Стублинска 1. део, 2005-2006. Воговска, од 2006. Чокешинска)

## Ш
- Шарганска (2. Нова 3. прилаз, 2005-2006. Орланска, од 2006. Шарганска)
- Школска
- Школски венац
- Шумске економије